# Північний Шварцвальд
Північний Шварцвальд (нім. Nordschwarzwald) — термін відноситься до північної третини Шварцвальду в Німеччині або, рідше сьогодні, до північної половини цього гірського регіону.

## Географія
Північний Шварцвальд обмежений на півночі лінією від Карлсруе до Пфорцгайму, а на півдні — лінією від долини Ренч до Фройденштадту. 
Його північна межа здебільшого збігається з появою густо вкритих лісом шарів пісковику гірського регіону Крайхгау; його південна межа із Середнім Шварцвальдом (або, у разі двостороннього поділу, Південним Шварцвальдом) змінюється залежно від використовуваного визначення або природного регіонального поділу. Раніше Північним Шварцвальдом називали всю північну половину гірського масиву аж до лінії долини Кінциг, яка розділяє Шварцвальд на схід від Лара. 
На заході обмежено Верхньорейнською рівниною, на сході — Геу.
Північний Шварцвальд — не те саме, що регіон просторового планування Північний Шварцвальд, який охоплює східну територію.

## Ландшафт і геологія
Північний Шварцвальд височіє над Рейнською рівниною понад на 1000 м. 
Навпаки, його східні схили поступово знижуються, і перепад висот із сусідніми регіонами менший. 
Його найвища вершина — Горнісгрінд має висоту 1163 м над  рівнем моря. 
Ліси займають у середньому 73% усієї території суходолу і роблять Північний Шварцвальд найлісистішою частиною Шварцвальду, але є також значні території так званого «Грінде»: безлісі, вологі пустища, на його високогірних схилах.
Геологічно домінуючою гірською породою Північного Шварцвальду є бунтерський пісковик, хоча на глибоко врізаному заході його гнейсова основа досягає поверхні. 
Граніти (наприклад, граніт Форбаха) і порфіри утворюють скелі та тори. 
Високогірні райони Північного Шварцвальду належать до регіонів німецької Центральної височини з найбільшою кількістю опадів (до 2200 мм на рік). 
Найважливішими річками є Мург, Нагольд, Енц, Альб, Ахер, Ренч, Ос і верхів'я Вольфу.
У 2001 році було створено Середній/Північний природний парк Шварцвальд, який охоплює весь Північний Шварцвальд. 
Крім того, територія площею близько 10 000 га виокремлена з 1 січня 2014 року як національний парк Шварцвальд. 
Він має численні дуже популярні туристичні об'єкти, а також зони для зимових видів спорту.

## Озера

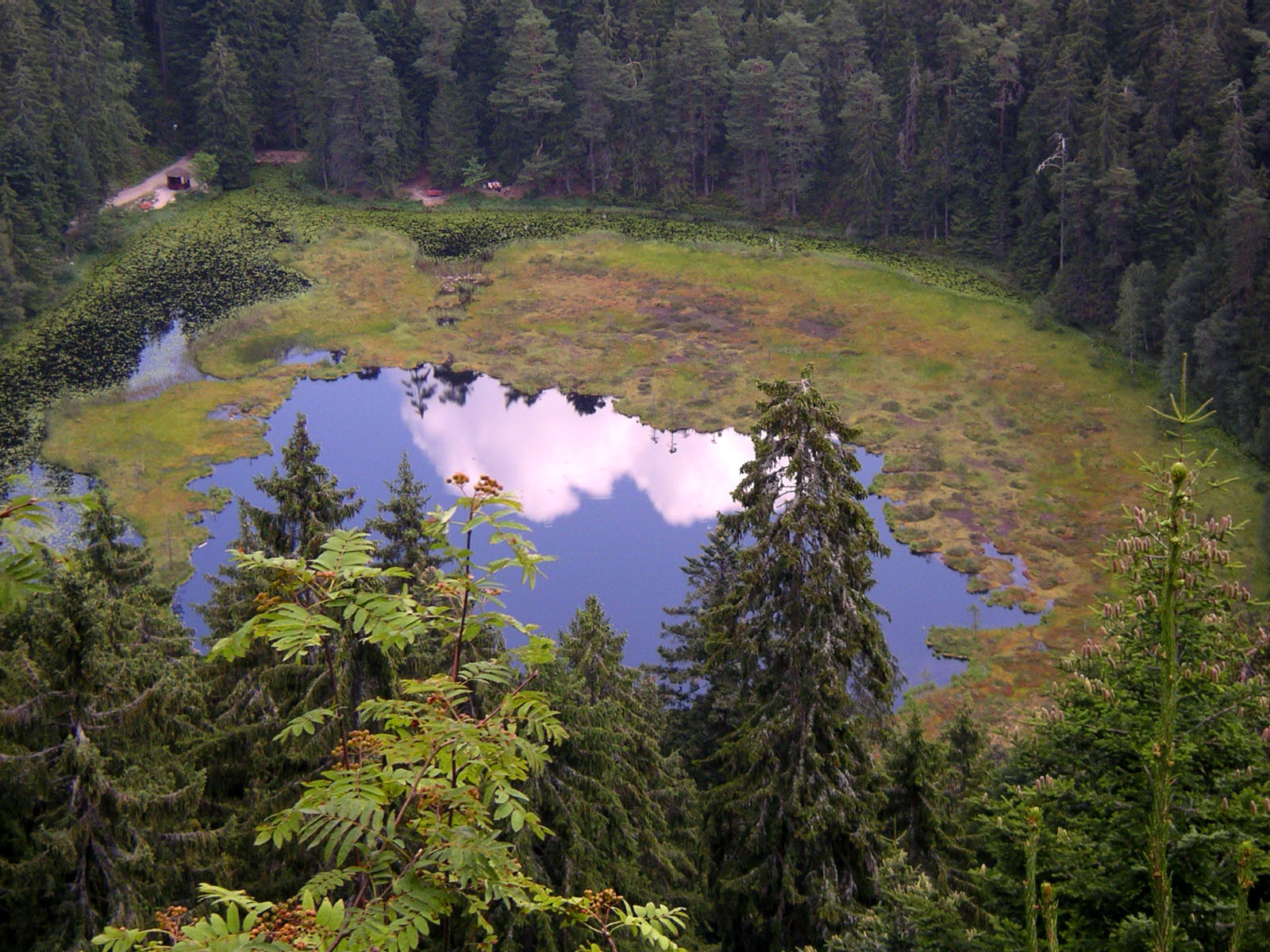
Озеро Гузенбахер, одне з тарнів у Північному Шварцвальді

Численні тарни в Північному Шварцвальді є свідченням льодовикових утворень льодовикового періоду. 
Найвідомішим є Муммельзе на Горнісґрінді. 
Інші тарни: Ельбахзе, Герренвізер-Зе, Гузенбахер-Зе, Санкенбахзе, Шурмзе та Вільдзе біля Ругештайна. 
Багато з них також були затоплені, щоб забезпечити надлишок води для сплаву лісу, який був поширеним до ХІХ століття. 
Інші колишні тарни замулилися.
Холохзе та Вільдзе біля Гернсбах-Кальтенбронна — болотні озера на високогір’ї між долинами Мург і Енц, які живляться лише місцевими опадами.
У Північному Шварцвальді є кілька гребль. ГЕС-ГАЕС Шварценбах, і Гребля Мургталь підпорядковані ГЕС Рудольфа Фетвайса, гідроакумулюючої та руслової електростанції у Форбаху. 
Гребля Нагольд регулює рівень води в Нагольді. 
ГЕС Кляйн-Кінциг використовується для постачання питної води, регулювання рівня води та виробництва електроенергії.